# Jay Berliner

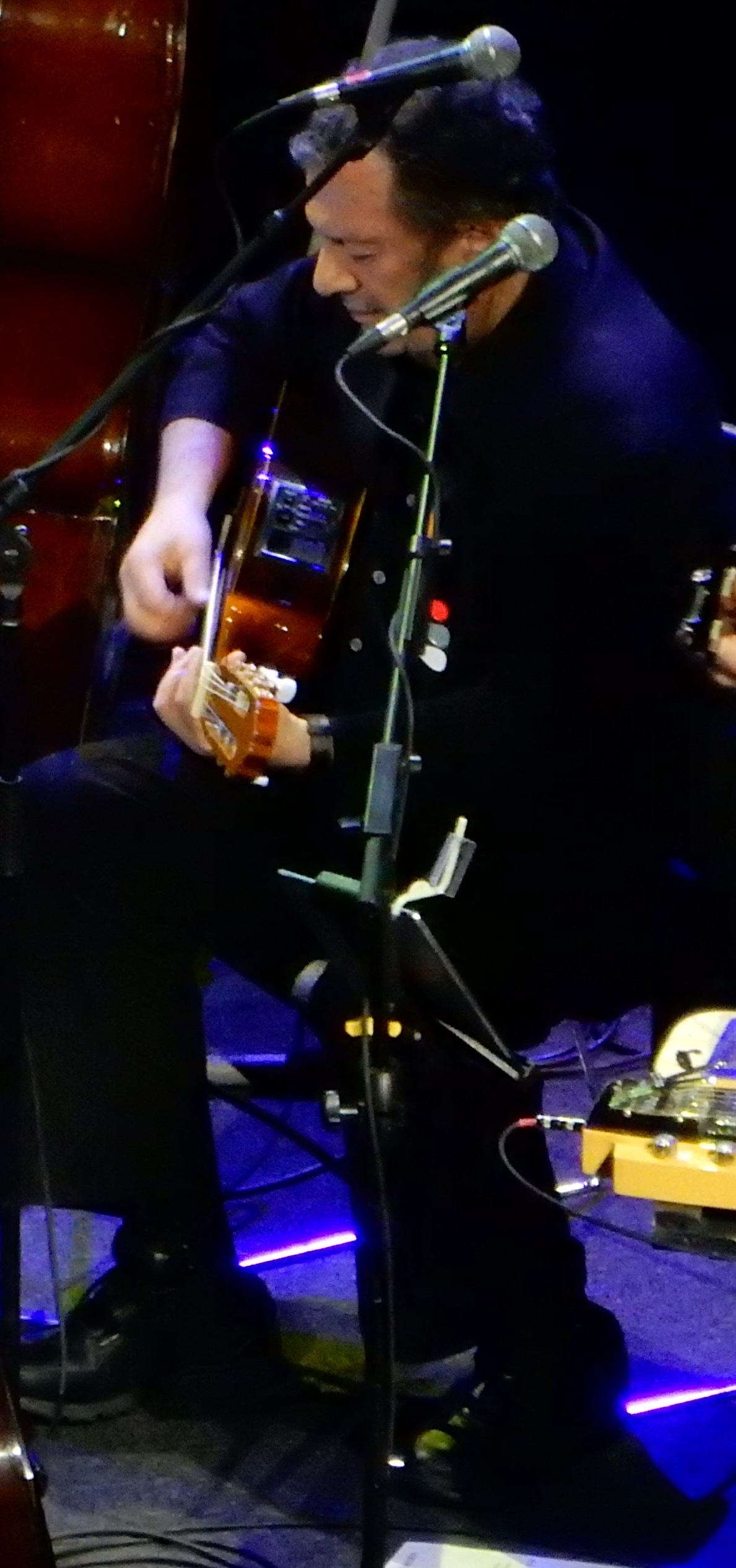
Jay Berliner, 2019

Jay Berliner (* 24. Mai 1940 in Brooklyn, New York City) ist ein US-amerikanischer Gitarrist der Klassischen Musik, der auch in der gehobenen Unterhaltungsmusik und im Modern Jazz in Erscheinung getreten ist. Er spielt auch Mandoline, Ukulele  und Banjo.

## Leben
Berliner hatte 1947 mit seiner Schwester Eve einen ersten Fernsehauftritt in The Children’s Hour. Nach seinem Studium an der Eastman School of Music war er lange Jahre im Ensemble der Metropolitan Opera tätig. Unter eigenem Namen nahm er Alben wie Bananas Are Not Created Equal, Romantic Guitars, Erotic Guitars, (für Columbia) und klassisches Repertoire (für Spanish Music Center) auf.
Daneben begleitete er in den frühen 1960er Jahren Harry Belafonte, war mit ihm und Miriam Makeba 1963 in Kenia und unternahm eigene Tourneen durch Japan. Er ist Mitglied von Rob Fishers Coffee Club Orchestra und gehört auch zu Guys All-Star Shoe Band von Garrison Keillors A Prairie Home Companion. Er trat mit William Warfield und Earl Wild ebenso auf wie mit Andre Velis und Charles Bressler. In den letzten Jahren war er auch mit Barbara Cook, Audra McDonald, Josh Groban, Elaine Strich sowie mit Van Morrison auf der Bühne.
Berliner hat intensiv als Studiomusiker gearbeitet. So spielte er auf Alben von Harry Belafonte, Frank Sinatra, Perry Como, Astrud Gilberto, Sammy Davis junior, Rupert Holmes, Frankie Valli, Debby Boone, Andrea Bocelli, Russell Watson, Harry Connick, Bernadette Peters, Blossom Dearie, Eartha Kitt, Bette Midler und LaTanya Hall. 1968 war er mit Van Morrison im Studio, um dessen legendäres Album Astral Weeks aufzunehmen. Im Bereich des Jazz ist er auf Aufnahmen von Charles Mingus (insbesondere The Black Saint and the Sinner Lady), Stéphane Grappelli (Uptown Dance), Ron Carter, George Benson (White Rabbit), Milt Jackson (Sunflower), auf Eumir Deodatos Also sprach Zarathustra und weiteren Produktionen von Creed Taylor sowie mit Don Byron, Barbara Carroll und mit John Pizzarelli zu hören, außerdem auch mit Manhattan Transfer.

## Preise und Auszeichnungen
Berliner gewann fünf Jahre in Folge den Most Valuable Player Award for Best Acoustic Guitar Player der National Academy of Recording Arts and Sciences.